# Paulino Alcántara

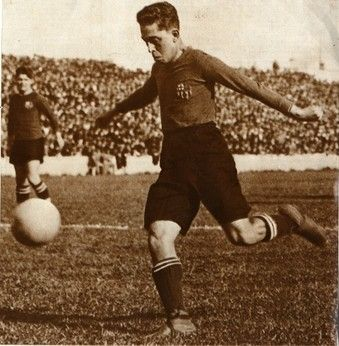
Alcántara in actie voor FC Barcelona

Paulino Alcántara Riestra (Iloilo, 7 oktober 1896 – Barcelona, 13 februari 1964) was een Spaans-Filipijnse voetballer, die aan het begin van de twintigste eeuw als aanvaller bij FC Barcelona speelde. Hij staat bekend als een van de beste spelers van FC Barcelona ooit vanwege de hoeveelheid doelpunten die hij heeft gemaakt. Hij kon lichamelijk het verschil niet maken, maar Alcántara was een speler die altijd op de goede plek stond. Alcántara was decennialang topscorer aller tijden van Barcelona, totdat de Argentijn Lionel Messi hem op 16 maart 2014 achterhaalde.
In 2007 werd Alcántara door de FIFA erkend als een van de grootste voetbalaanvallers van de 20e eeuw en de beste Aziatische voetballer aller tijden.

## Jeugd
Paulino Alcántara werd in 1896 geboren in de stad Iloilo op de Filipijnen. Zijn vader was een Spaanse soldaat die daar was gelegerd, zijn moeder een Filipijnse. Alcántara begon al op vroege leeftijd met voetballen. In 1910 vertrok hij naar Barcelona om daar zijn studie af te maken. Daarnaast ging Alcántara bij de jeugd van Barça voetballen, waar zijn talent al snel opviel.

## FC Barcelona
Op 14 augustus 1912 maakte Alcántara op een leeftijd van 15 jaar, 4 maanden en 18 dagen zijn debuut in het eerste elftal van FC Barcelona in een wedstrijd tegen Català SC voor de Campionat de Catalunya. Hij maakte meteen een hattrick en Barça won met 9-0. Hiermee is Alcántara de jongste debutant en de jongste speler die een doelpunt maakte in het eerste elftal van FC Barcelona. Nadien speelde en scoorde hij met grote regelmaat.
In 1916 besloten de ouders van Alcántara om terug te keren naar de Filipijnen en ze namen hun zoon mee. Op de Filipijnen vervolgde Alcántara zijn studie Geneeskunde en speelde hij bij de voetbalclub Bohemians of Manila. Hij werd geselecteerd voor het Filipijns elftal, waarmee de aanvaller deelnam aan de Far Eastern Games en op dat toernooi met 15-2 won van Japan. In afwezigheid van Alcántara slaagde FC Barcelona er niet in een prijs te winnen en de club verzocht zijn ouders tevergeefs om hem terug te laten keren naar Spanje. In 1917 kreeg Alcántara malaria en hij weigerde zijn voorgeschreven medicatie in te nemen totdat hij toestemming kreeg om terug te keren naar FC Barcelona. In 1918 maakte Alcántara zijn rentree. Hij werd aanvankelijk opgesteld als verdediger door trainer Jack Greenwell, maar na protesten van de fans werd Alcántara weer aanvaller. De jaren twintig speelde Alcántara bij FC Barcelona samen met onder meer Josep Samitier en doelman Ricardo Zamora. Hij won vijfmaal de Copa del Rey en tien keer de Copa de Catalunya met FC Barcelona. Alcántara scoorde in zijn loopbaan in totaal 374 keer in 375 wedstrijden. Hiervan waren er 357 voor Barça, waarmee deze spits decennialang de topscorer aller tijden van de Catalaanse club was, totdat Lionel Messi hem op 16 maart 2014 passeerde na een hattrick tegen Osasuna. In 1927 stopte Paulino Alcántara officieel met voetballen. Alcántara zat tussen 1931 en 1934 in het bestuur van FC Barcelona. Alcántara overleed op 13 februari 1964.

## Nationaal elftal
Alcántara speelde ook vijf interlands voor Spanje, waarin hij zes doelpunten maakte. De aanvaller debuteerde op 7 oktober 1921 tegen België en Alcántara speelde zijn laatste interland op 16 december 1923 tegen Portugal. Verder was de aanvaller actief voor het Catalaans elftal, onder meer in het toernooi om de Copa Princep de Asturies.

## Priveleven
Alcántara was getrouwd met Blanca López Alcántara, met wie ze twee kinderen kregen. Alcántara was de zoon van Eduardo Alcántara Garchitorena en Victoriana Camilan Riestra uit de Filipijnen.
- Virtual International Authority File: 304095512